# William Pitcairn
William Pitcairn, né le 9 mai 1712 à Dysart (Fife) et mort le 25 novembre 1791 à Islington (Londres), est un médecin et botaniste écossais. Il exerce la médecine à Londres durant plusieurs décennies et est président du Collège royal de médecine de 1775 à 1785.

## Biographie
Issu de la famille du médecin et professeur Archibald Pitcairne, William est le fils du Révérend David Pitcairn et l'oncle du médecin David Pitcairn.
William Pitcairn étudie à l'université de Leyde auprès d'Herman Boerhaave, puis à l'université de Reims, où il obtient un doctorat en médecine. Il est ensuite envoyé en Angleterre et obtient un deuxième doctorat en médecine à l'université d'Oxford en 1749. À Oxford, il est également le tuteur privé de James, 6e duc de Hamilton, avec qui il voyage en Europe en 1742.
Pitcairn s'installe à Londres et devient médecin à St Bartholomew's Hospital le 22 février 1750, poste qu'il occupe jusqu'au 3 février 1780. Dans cet hôpital, il utilise l'opium pour guérir diverses maladies dont la fièvre. Il est nommé assistant social de l'hôpital en 1782 et en devient le trésorier en 1784.
Il est élu Compagnon du Collège royal de médecine le 25 juin 1750, et donne la Conférence goulstonienne (en) du Collège en 1752. Enfin, il préside le Collège royal de 1775 à 1785, avant de mettre un terme à sa carrière de médecin.
Botaniste prolifique, Pitcairn entretient le jardin richement décoré de sa résidence d'Upper Street dans le quartier londonien d'Islington. En 1770, il est élu membre de la Royal Society en tant qu'il s'est « distingué par son zèle en botanique et sa réussite dans l'élevage de plantes rares et étrangères. » Il est notamment le premier botaniste européen à posséder un plant de l'espèce Pitcairnia bromeliifolia du genre Pitcairnia.
Pitcairn meurt le 25 novembre 1791 à Islington et est inhumé dans le caveau de l'église St Bartholomew-the-Less, dans l'enceinte de l'hôpital.
Le portrait de William Pitcairn réalisé par le peintre Joshua Reynolds est conservé au Collège royal de médecine,.